# Ivan Lindgren
Johan Hilmer Ivan Lindgren  (* 25. September 1906 in Lycksele; † 19. August 1989 in Lycksele) war ein schwedischer Skilangläufer.
Lindgren, der für den Lycksele IF startete, wurde in den Jahren 1929 und 1931 schwedischer Meister über 30 km. Bei seiner einzigen Olympiateilnahme 1936 in Garmisch-Partenkirchen belegte er den 17. Platz über 18 km. Sein Bruder John war ebenfalls als Skilangläufer aktiv.